# 李復國
李復國博士（1953年—），生於香港，畢業於伊利沙伯中學，現任美國太空總署噴射推進實驗室火星探測理事會理事。
2007年，李榮獲美國太空總署傑出領袖獎章。翌年，獲頒美國NASA杰出服务奖章。